# Декларация за независимост на САЩ
Декларацията за независимост на САЩ е документ приет от Континенталния конгрес на 4 юли 1776 г., обявяващ, че Тринадесетте колонии, които са във война с Великобритания от повече от година, вече не са част от Британската империя, а са „свободни и независими щати“. Написана най-вече от Томас Джеферсън, Декларацията дава официално обяснение за причините, поради които Конгресът е гласувал обявяване на независимост на 2 юли 1776 г. Рожденият ден на САЩ – Денят на независимостта – се празнува на 4 юли – денят, в който текстът на Декларацията е одобрен от Конгреса.
След подписване на текста на 4 юли, Конгресът разпространява Декларацията в няколко форми. Тя незабавно е публикувана в печатен вид и широко разпространена сред обществеността. Най-известната версия на декларацията, копие на подписания ръкописен документ, е изложена на показ в Държавните архиви във Вашингтон. Въпреки че документът е одобрен от Конгреса на 4 юли, датата на подписване е оспорвана. Някои историци смятат, че Декларацията е подписана почти месец след нейното приемане, на 2 август 1776 г.

## Текст
Декларацията заимства две теми от философията на Джон Лок: индивидуалните права и правото на революция. Известното встъпление на Декларацията, написано от Томас Джеферсън, гласи:
Ние считаме тези истини за видни от само себе си, че всички хора са създадени равни, че те са дарени от своя Създател с някои неотчуждаеми права, че сред тези права са живот, свобода и стремеж към щастие.
Историята на днешния крал на Великобритания е история на непрекъснато ощетяване и грабежи, които без изключение имат за пряка цел установяването на абсолютна тирания в споменатите щати. В доказателство на това нека на безпристрастния свят бъдат представени факти.
Той отказа да одобри закони, извънредно благотворни и необходими за общественото добруване.
Той забрани на губернаторите си да приемат закони, спешни и неотложни по важност, освен когато прокарването им не бъдеше отложено до получаването на неговото одобрение; а на така отложените закони той изцяло спираше да обръща внимание.
Той отказа да прокара някои други закони, които да послужат на области с голямо население, освен когато тамошните хора не се откажеха от правото си да имат представители в законодателната власт – едно неизразимо ценно тяхно право, представляващо заплаха единствено за тираните.

Той свикваше заседания на законодателните представители на необичайни, неудобни и отдалечени от хранилището на държавния регистър места с едничката цел поради това затруднение представителите по принуда да приемат вземаните от него мерки.
Декларацията завършва с думите:
Ето защо ние, представителите на Съединените американски щати, в Общия конгрес, събрани, обръщайки се към Върховния съдия на света за нравствеността на нашите намерения, в името и с властта на добрите хора на тези колонии, тържествено оповестяваме и обявяваме, че тези Съединени колонии са и по право трябва да бъдат свободни и независими щати ... И в подкрепа на тази декларация, с твърдо упование в покровителството на божественото Провидение, взаимно си заклеваме нашите животи, състояния и свещена чест.

## Публикуване и ефект
В нощта на 4 – 5 юли са отпечатани 150 – 200 копия на текста на Декларацията и не след дълго е разпространена и четена навсякъде из Тринадесетте колонии. Първото официално обществено четене на документа се състои на 8 юли в Залата на независимостта във Филаделфия, същия ден обществени четения се състоят и в Трентън, Ню Джърси и в Ийстън, Пенсилвания.
На 9 юли Декларацията е прочетена на войниците на ген. Джордж Вашингтон в Ню Йорк, докато британските сили са недалеч. След като чуват Декларацията тълпи в много градове разкъсват и унищожават знаци и статуи, представляващи кралската власт. Конната статуя на крал Джордж III в Ню Йорк е съборена и оловото е използвано за леене на куршуми. Текстът на Декларацията е публикуван в Лондонските вестници в средата на август.

## Наследство
Още през септември същата година, чувайки Декларацията за независимост, младият френски благородник и обещаващ офицер маркиз дьо Лафайет, подава оставка от представителния полк, в който служи, екипира се за своя сметка и незабавно отплава за Америка, където се записва доброволец в армията на Джордж Вашингтон.
През 1780 г. в Масачузетс е приета първата в историята Декларация за правата, чието послание се отнася изцяло до гражданските права на хората. Тя влиза в състава на Конституцията на щата (Constitution of Massachusetts), ратифицирана през лятото на същата година.
Десетина години след Войната за независимост на САЩ избухва Френската революция. Още първите дни след свикването на Учредителното събрание в началото на юли маркиз дьо Лафайет предлага първия проект на френската Декларация за правата на човека и гражданина, по аналогия с американския първообраз. Окончателният текст на документа, който изиграва решаваща роля в световната история, е изработен и приет на следващия месец – на 26 август 1789 г.
Две години по-късно, през есента на 1791 г. френската писателка и общественичка Олимпия дьо Гуж изработва феминистки вариант на документа: Декларация за правата на жената и гражданката – една от първите официално заявени претенции за равноправие на половете.
През 1854 г. Ейбръхам Линкълн застъпва идеята, че правата на живот, свобода и стремеж към щастие не са ограничени само за бялата раса. В своето Гетисбъргско обръщение на 19 ноември 1863 г. президентът Линкълн се позовава на Декларацията за независимост с думите: „Преди осемдесет и седем години нашите бащи родиха на този континент една нова нация, зачената в свобода и посветена на твърдението, че всички хора са създадени равни“.

## Подписали Декларацията
На 19 юли Конгресът нарежда внимателно написано копие, озаглавено „Единодушната декларация на тринадесетте Съединени американски щати“ да бъде изработено за подписване. Декларацията за независимост е подписана на 2 август 1776 г. Общо подписалите са 56 души, но някои от тях добавят подписа си по-късно (подреждането на имената е по географски признак, от север на юг):
Президент на Континенталния конгрес
1. Джон Ханкок (Масачузетс)
Ню Хампшър
2. Джозая Бартлет
3. Уилям Уипъл
4. Матю Торнтън
Масачузетс
5. Самюъл Адамс
6. Джон Адамс
7. Рпбърт Трийт Пейн
8. Елбридж Гери
Роуд Айлънд
9. Стивън Хопкинс
10. Уилям Елъри
Кънектикът
11. Рожър Шърман
12. Самюъл Хънтингтън
13. Уилям Уилямс
14. Оливър Уолкът
Ню Йорк
15. Уилям Флойд
16. Филип Ливингстън
17. Франсис Луис
18. Луис Морис
Ню Джърси
19. Ричард Стоктън
20. Джон Уидърспуун
21. Франсис Хопкинсън
22. Джон Харт
23. Ейбръхам Кларк
Пенсилвания
24. Робърт Морис
25. Бенджамин Ръш
26. Бенджамин Франклин
27. Джон Мортън
28. Джордж Климър
29. Джеймс Смит
30. Джордж Тейлър
31. Джеймс Уилсън
32. Джордж Рос
Делауеър
33. Джордж Рийд
34. Сийзър Родни
35. Томас МакКийн
Мериленд
36. Самюъл Чейс
37. Уилям Пака
38. Томас Стоун
39. Чарлс Каръл от Карълтън
Вирджиния
40. Джордж Уайд
41. Ричард Хенри Лий
42. Томас Джеферсън
43. Бенджамин Харисън V
44. Томас Нелсън младши
45. Франсис Лайтфут Лий
46. Картър Бракстън
Северна Каролина
47. Уилям Хупър
48. Джоузеф Хюс
49. Джон Пен
Южна Каролина
50. Едуард Рътлидж
51. Томас Хейуард младши
52. Томас Линч младши
53. Артър Мидълтън
Джорджия
54. Бътън Гуинет
55. Лиман Хол
56. Джордж Уолтън

## Критики
В декларацията има противокатолическа и противофренска шовинистична пропаганда, обявяваща за "противоанглийски деспотизъм" решението на крал Джордж 3-ти с Акта за Квебек от 1774-та година да разреши на френскоговорящите в Квебек (в мнозинството си французи) да използват Гражданското си право и да запазят обичаите и вярата си. А също така и расизъм към чернокожите роби, на които краля обещава свобода, ако се сражават на страната на Великобритания, и към коренните американци, мнозинството от които се бият против разбунтувалите се заселници с цел да запазят  земите си, които те са искали да им отнемат. Декларацията съдържа и двойни стандарти - критикуват се законите за ограничаване на имиграцията в Тринайсетте колонии, въпреки че един от първите закони, приет от новосъздадените САЩ след войната, е точно такъв, ограничаващ имиграцията до свободни бели хора със добър характер, както и използването на наемници от кралска страна, въпреки че такива са се биели и на страната на бунтовниците и такива има до ден днешен в Американската армия, а немалка част от наемниците, биещи се на Британска страна, са били от Хановер, на който Джордж 3-ти също е бил държавен глава. Също така в декларацията се обвинява краля, че изобщо се опитва да потуши въоръжения метеж в Тринайсетте колонии с единствено възможните за това военни средства.